# Javeria Khan
Javeria Khan (Urdu جویریہ خان; * 14. Mai 1988 in Karachi, Pakistan) ist eine pakistanische Cricketspielerin, die seit 2008 für die pakistanische Nationalmannschaft spielt.

## Aktive Karriere

### Erste Jahre in der Nationalmannschaft
Javeria hatte ihr Debüt in der pakistanischen Nationalmannschaft beim Women’s Asia Cup 2008 und wurde zunächst als Bowlerin eingesetzt. Als solche konnte sie ein Jahr später bei einem Drei-Nationen-Turnier gegen Sri Lanka 3 Wickets für 22 Runs erzielen. Im Mai 2009 hatte sie ihr Debüt im WTwenty20-Cricket in Irland. Sie war Teil der Mannschaften Pakistans beim ICC Women’s World Twenty20 2009 und 2010, sowie beim Women’s Cricket World Cup 2009, konnte dort jedoch jeweils keinen großen Einfluss nehmen. Beim World Twenty20 2010 wurde sie auf Grund illegaler Bowling-Technik gemeldet und nach weiteren Tests wurde sie vom Bowling ausgeschlossen. Daraufhin konzentrierte sich aufs Batting. Dies führte erstmal zu einem Half-Century im April 2011 bei der Tour in Sri Lanka, als ihr 63* Runs gelangen und damit das Team zum Sieg führte. Beim Women’s Cricket World Cup Qualifier 2011 im Oktober 2011 in Bangladesch spielte sie eine wichtige Rolle, als sie im entscheidenden Spiel gegen die Niederlande mit 67 Runs half die Qualifikation für die kommenden Weltmeisterschaften zu sichern.
Sie konnte sich in der Folge in der Nationalmannschaft etablieren, doch es dauerte bis Juli 2013, bis sie weitere Fifties erzielte. Bei der Tour in Irland konnte sie zwei Half Centuries (51* und 81 Runs) in den WODIs und eines in den WTwenty20s (56* Runs) erzielen. Dies gelang ihr ebenfalls bei einem Drei-Nationen-Turnier in Katar, als sie abermals gegen Irland 51* Runs erzielte und dabei als Spielerin des Spiels ausgezeichnet wurde. Bei einer Tour in Bangladesch im März 2014 konnte sie in einem WTwenty20 mit 58 Runs ein weiteres Fifty erzielen.

### Aufstieg zur wichtigen Spielerin in der Nationalmannschaft
In der Folge wurde Javeria ein immer wichtigerer Bestandteil des Teams. In Australien konnte sie mit 54 Runs beim vierten WODI der Tour erzielen. Ihr erstes Century konnte sie auf der Tour gegen Sri Lanka erzielen, als ihr 133 Runs aus 141 Bällen gelangen. Zwei Half-Centuries folgten auf einer Tour in den West Indies (90 und 73* Runs). Ein Jahr später gelang ihr gleiches in Neuseeland (73 und 50 Runs).
Beim Women’s Twenty20 Asia Cup 2016 erzielte sie ein Half-Century 56* Runs gegen Sri Lanka. Im Februar 2017 beim Women’s Cricket World Cup Qualifier 2017 erzielte sie gegen Sri Lanka 63 Runs und gegen Irland 90* Runs. Beim Women’s Cricket World Cup 2017 war ihre beste Leistung ein Fifty über 58* Runs, womit sie aber nicht vermeiden konnte, dass Pakistan ohne Sieg bei dem Turnier blieb. Nach der Weltmeisterschaft konnte sie ein Half-Century (55 Runs) gegen Neuseeland erzielen. Auf einer Tour in Sri Lanka im März 2018 konnte sie ein Century über 113 Runs aus 142 Bällen im ersten WODI erzielen und ein weiteres Half-Century über 52 Runs im ersten WTwenty20.

### Einsätze als Kapitänin
Als die reguläre Kapitänin der Nationalmannschaft Bismah Maroof nach einer Verletzung nicht voll einsatzfähig war, wurde Javeria mit der Leitung des Teams beim ICC Women’s World Twenty20 2018 betraut. Beim einzigen Sieg der Mannschaft bei dem Turnier gegen Irland erzielte sie 74* Runs und wurde als Spielerin des Spiels ausgezeichnet. Nach dem Turnier übernahm Maroof wieder die Kapitänsrolle. Auf der Tour in Südafrika im Mai 2019 erzielte sie 74 Runs. Beim Besuch von Bangladesch im Oktober 2019 konnte sie zwei Half-Centuries in den WTwenty20 erzielen (52 und 54 Runs). Auf der folgenden Tour gegen England konnte sie ein Fifty über 57* Runs erzielen.
Nachdem Bismah Maroof aus familiären Gründen nicht mit auf die Tour nach Südafrika im Februar 2021 gekommen war, übernahm Javeria abermals die Kapitänsrolle. Dort konnte sie im dritten WTwenty20 56* Runs erzielen und wurde als Spielerin des Spiels ausgezeichnet. Es war das einzige Spiel, das Pakistan bei der Tour gewinnen konnte. Nachdem Bismah Maroof eine Karriereunterbrechung verkündet hatte, wurde Javeria als Kapitänin für weitere Touren benannt. In den West Indies folgten weitere Niederlagen in WODIs und WTWenty20. Sie führte das Team beim Women’s Cricket World Cup Qualifier 2021 und nachdem das Turnier abgebrochen worden war, wurde sie auch für den Women’s Cricket World Cup 2022 nominiert. Dort allerdings übernahm Maroof wieder die Kapitänsrolle und Khan absolvierte nur ein Spiel. Daraufhin wurde ihr Vertrag mit dem pakistanischen Verband im Sommer herabgestuft. Im November erreichte sie ein Fifty über 50 Runs gegen Irland. Beim ICC Women’s T20 World Cup 2023 nahm sie an zwei Spielen der Pakistanischen Mannschaft teil, konnte jedoch nicht herausstechen.